# Storm op zee (schilderij)
Storm op zee is een olieverfschilderij dat is toegeschreven aan Joos de Momper (II). Voorheen werd het toegeschreven aan Pieter Bruegel de Oude. Het is geschilderd rond 1610-1615 en behoort tot de collectie van het Kunsthistorisches Museum in Wenen.

## Beschrijving
Het schilderij toont een storm op zee met meerdere schepen die geteisterd worden door de wind. In de lucht zijn zware donkere wolken zichtbaar. In het kielzog van het schip op de voorgrond zwemt een walvis met zijn mond wijd open en voor hem drijft een ton. Op de achtergrond zie je een verlichte stad

## Symboliek
Het tafereel met de walvis en de ton wordt geduid als een illustratie van een Vlaams gezegde waarbij de walvis symbool staat voor de man die het grotere goed (het schip) misloopt, omwille van nutteloze kleinigheden (de ton).
Een mogelijke interpretatie van het tafereel als geheel en de onderliggende symboliek zijn de moeilijke tijden van de Lage Landen onder de Spaanse heerschappij.

## Toeschrijving
Storm op Zee heeft sinds eind 19e en begin 20e eeuw verschillende toeschrijvingen gehad van uitvoerende kunstenaar. Zo stond de maker van het schilderij beschreven als onbekend of toegeschreven aan Pieter Bruegel de Oude 
Het was Kjell Boström die in 1951 voor het eerst de toeschrijving aan Bruegel de Oude serieus weerlegde. Boström concludeerde, in zijn gepubliceerde artikel, dat het schilderij nooit door Bruegel kan zijn geschilderd. Over een definitieve toeschrijving doet Boström geen uitspraak, wel verwijst hij naar het werk van de Momper. Het was een aantal jaren later onderzoeker Klaus Demus die pleitte voor een toeschrijving aan Joos de Momper. Een toeschrijving die nog niet direct werd overgenomen door het Kunsthistorisches Museum.
In zijn complete overzicht van werken van Bruegel benoemd Manfred Sellink dat op basis van de stijl van het schilderij, een bijna impressionistisch zeezicht, Demus reeds een overtuigend bewijs heeft geleverd voor de toeschrijving aan de Momper. Tevens geeft Sellink aan dat dendrochronologisch onderzoek heeft aangetoond dat het hout van het paneel waarop geschilderd is niet voor 1580 kan zijn gekapt.